# Mount Washington (berg in New Hampshire)
Mount Washington is een 1917 meter hoge berg in de Presidential Range, een deel van de White Mountains, in de Amerikaanse staat New Hampshire. Het is de hoogste bergtop in New England en het noordoosten van de VS. Mount Washington staat bekend om het zware, onvoorspelbare weer. 76 jaar lang, van 12 april 1934 tot 2010, hield Mount Washington het wereldrecord voor de hoogst gemeten windsnelheid op Aarde (372 km/u).
De bergtop ligt in het township Sargent's Purchase in Coos County, in het uiterste noorden van New Hampshire. De berg ligt nagenoeg volledig in het White Mountain National Forest, maar alleen de directe omgeving van de bergtop maakt deel uit van het Mount Washington State Park. Op zaterdagochtend 4 februari 2023 werd  een temperatuur gemeten van - 43 graden. In combinatie met windstoten van 177 km. per uur leidde dat tot een gevoelstemperatuur van -78,  laagste ooit gemeten. (bron AD)

## Kunst en toerisme
Schilders van de romantische White Mountain-school werden geïnspireerd door hun collega's van de Hudson River School en trokken de White Mountains in op zoek naar onderwerpen uit de natuur. Ze gebruikten de plaats Conway als uitvalsbasis. De internationale interesse in hun werk zorgde voor een toestroom aan toeristen, die ook Mount Washington en de omgeving wilden bezoeken. In 1853 werd het Tip-Top House boven op de bergtop gebouwd, in 1861 werd er een weg naar boven aangelegd en sinds 1869 rijdt er een tandradspoorweg, de Mount Washington Cog Railway, op de bergflank. Tot op heden is toerisme van levensbelang voor de economie van de streek.
In november 2010 bleek dat de eigenaars van het Mount Washington Hotel, aan de voet van de berg, een aanvraag hadden ingediend om Mount Washington te registreren als handelsmerk, tot de woede van lokale handelaars.

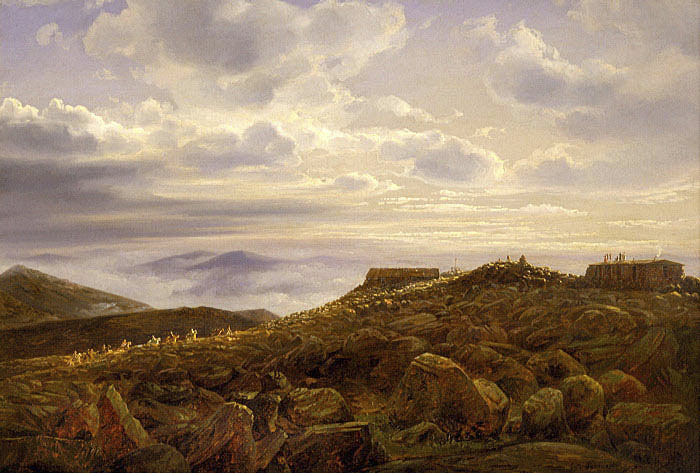
Top van Mount Washington in de White Mountains (1857), Ferdinand Richardt
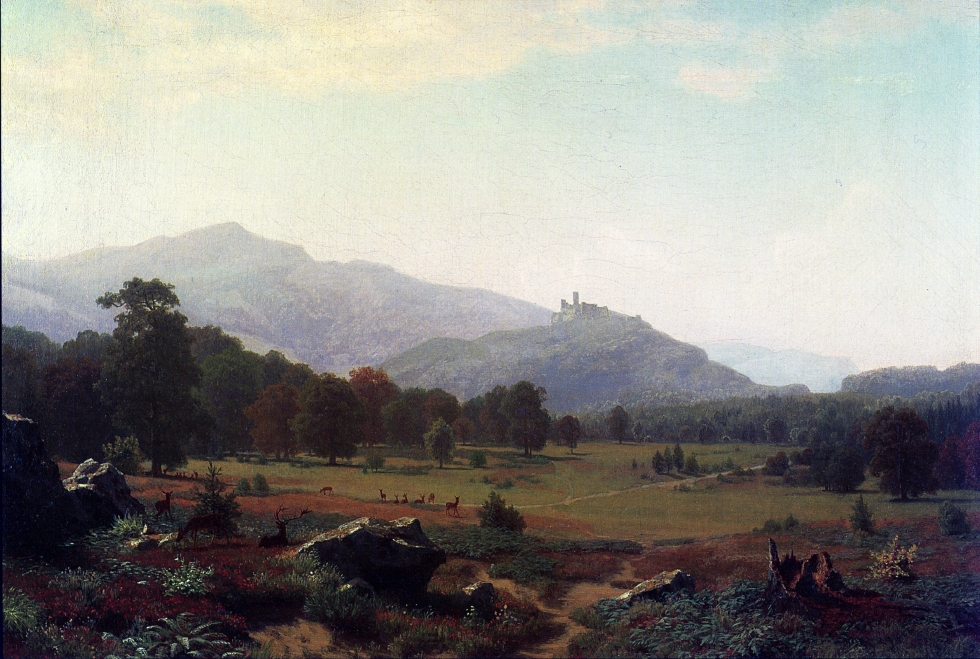
Herfst in de Conway Meadows met zicht op Mount Washington, New Hampshire (1858), Albert Bierstadt
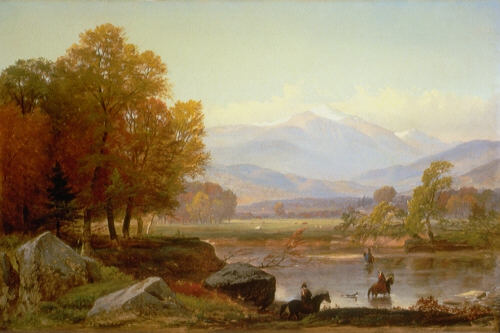
Mount Washington van aan de Saco-rivier (1858), Samuel Lancaster Gerry
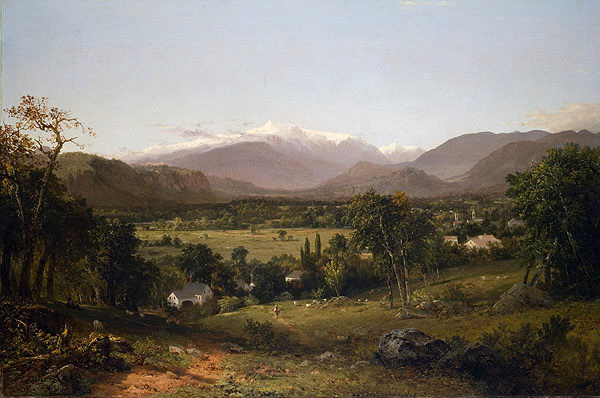
Mount Washington vanuit de vallei van Conway (1869), John Frederick Kensett
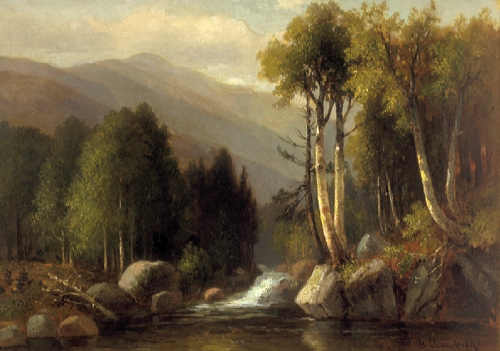
Mount Washington van aan de Ellis-rivier, Benjamin Champney